# The Change (album)
A The Change című album Marie Fredriksson svéd énekes-dalszerző hatodik stúdióalbuma, és az első angol nyelvű albuma, melyet a Capitol Records és Fredriksson független kiadója a Mary Jane/Amelia Music jelentetett meg. Ez volt az első stúdióalbuma, azóta, mióta 2002-ben rosszindulatú agydaganatot diagnosztizáltak nála. A kezelések után Fredriksson és férje Mikael Bolyos terápia formájában kezdtek dolgozni az albumon Djursholmi otthoni stúdiójukban, melyben férje Bolyos mint producer vett részt.
Az albumra jellemző a rhythm and blues, valamint a gospel zenei stílusa, melyet az énekesnő gyermekkorában hallgatott. Fredriksson készítette az album borítóját is, melyet faszénnel rajzol meg, és később kiállítást is szervezett képeiből. Fredriksson a betegsége végett néhány évig visszavonult a nyilvánosságtól, azonban ennek ellenére ez volt az első szólóalbuma, melyet világszerte megjelentettek. A lemez másolásvédelemmel került kiadásra. Svédországban sikeres volt az album, és 1 helyen debütált és több mint 30.000 eladott példánnyal büszkélkedhet. Ennek hatására arany helyezést kapott az album. Három kislemez jelent mg az albumról, a  "2:nd Chance", "All About You" és a "A Table in the Sun" című dalok.

## Előzmények és felvételek
A "The Change" az első angol nyelvű szólóalbum, melyet a Roxette énekesnője Marie Fredriksson készített. Korábban öt svéd nyelvű szólóalbumot jelentetett meg 1984 és 1996 között, és hét albumot a Roxette duóval közösen 1986 és 2001 között. Debütáló angol nyelvű szólóalbumának tervei már a 90-es évek közepétől tervben voltak, így a lemezen található "Bad Moon" című dal a legrégebbi alkotás a lemezen, melyet 1996-ban vettek fel. Eredetileg a Roxette "Have a Nice Day" című stúdióalbumára szánták, mely 1999-ben jelent meg. 2002. szeptember 11-én Fredriksson epilepsziás rohamot kapott, és összeesett a fürdőszobájában, melynek következtében beverte a fejét. Rosszindulatú agydaganatot állapítottak meg nála, és ennek hatására átesett egy műtéten, és több hónapos kemoterápiát és sugárkezelést írtak elő neki. Ennek hatására nem tudott írni, és olvasni, valamint jobb szemére megvakult. Hosszú ideig beszélni sem tudott.
A kezelések után Fredriksson és férje Mikael Bolyos egyfajta terápiaként elkezdett dolgozni új szólóalbumán, melyet házi stúdiójukban Djursholmban rögzítettek. "A felvételek otthon készültek, olyan ütemben, amilyenben szerettük volna, mert ott nem volt stressz, és így megvizsgálhattuk az összes lehetőségek, hogy a dalok a legjobban hangozhassanak. Közben együtt szórakoztunk. Mike producerként nagyon jó volt, és találékony" – nyilatkozta Fredriksson. A "The Change" angol nyelven íródott, mivel Fredriksson meg akarta osztani érzéseit a világ minden tájáról származó rajongóival, akik támogatása sokat segített a betegsége alatt, és sok erőt adott neki. "Voltak idők, amikor úgy éreztem, hogy nem lesz elég erőm új albumot írni, de lépésről, lépésre megcsináltam" – mondta Fredriksson.
Zeneilag az album a  rhythm and blues, és a gospel stílushoz áll a legközelebb, melyet Fredriksson gyermekkorában gyakran hallgatott. A dalok többségét Bolyos írta, miközben a Sugarcane csapattal is dolgozott. Ehhez az együtteshez Fredriksson is rendszeresen csatlakozott a színpadon. A zenekar koncertjein a Halmstad éjszakai klubban a késői 90-es évek, és 2000-es évek elején a "Love 2 Live", a "Many Times" valamint számos más feldolgozásokat énekelt a fellépések során. Az albumon szerepel a "Good Life" című 1962-es Tony Bennett feldolgozás is.

## Grafika
Az album borítóját Fredriksson készítette, aki a terápia egyik másik formájaként szénnel kezdett el rajzolni. Azt mondta, hogy azért döntött a szén mellett, mert ez a technológia egyszerű és érdekes. Mindig elbűvölték a kontrasztok, a fekete-fehér és a szürke árnyalat, melyből az derül ki, hogy az egyes daraboknak érzelmei is vannak. Olyan ez, mintha a zene vonzaná a rajzokat, mint egy közös társaság. Egy szimbolikus kapcsolat, mely egyik sem létezne a másik nélkül. 2005. szeptemberében "The Change" néven Stockholmban művészeti kiállítást tartott, mely sikeres volt, minden kiállított képet a második nap végére eladtak. További kiállításokat tartottak 2008-ban Stockholmban, és Göteborgban.

## Megjelenés és promóció
Fredriksson agydaganatának diagnosztizálása után néhány évig visszavonult a nyilvánosságtól, és nem népszerűsítette a "The Change" című albumát. A 2:nd Chance című kislemez 2004. október 8-án jelent meg, melynek B oldalán az "All You're Gotta Do Is Feel" című dal is helyet kapott. A dal a svéd kislemezlistán a 8. helyig jutott, és Top 10-es dalnak számított Fredriksson  hazájában. 1996-ban a "Tro" című dal szintén Top 10-es helyezett volt. A dal nemzetközileg is sikeres volt, Németországban több slágerlistán is Top 10-es helyezett volt. Az album 2004. október 20-án vastag CD tokban jelent meg Svédországban, majd október 27-én szélesebb körben is megjelent Európában, és más skandináv országokban is. Ezeket a kiadásokat digipack formátumban jelentették meg, és másolásvédelemmel látták el. Ez volt az első szólóalbum, mely világszerte megjelent. A Capitol Records kiadó megerősítette, hogy mint a Roxette "Room Service" című albumát, szintén megjelentetik az alappiacon, beleértve Európát, Dél-Amerikát, Dél-Afrikát, és Ázsia egyes területeit.
Az album két hétig volt a svéd albumlistán, majd bekerült a legjobb tíz közé. Később három hétig ismét slágerlistás helyezés volt, ismét Top 10-es helyezett lett, melyhez hozzájárult a svéd TV4 csatornán bemutatott dokumentumfilm. Az album 2004-ben a 18. legkelendőbb album lett Svédországban. A svéd Hanglemezipar Szövetsége a 30.000 példányt meghaladó eladások után arannyal jutalmazta a lemezeladást. Az "April Snow" alternatív változata az "All About You" című kislemez B. oldalán december 1-én jelent meg. A "Table in the Sun" című dal volt az utolsó kimásolt kislemez az albumról 2005. május 18-án. A dal később megjelent Fredriksson 2008-as ballada albumán, a Tid för tystnad című lemezén.

## Kritikák
| Értékelések          |           |
| Értékelő             | Értékelés |
| Aftonbladet          | [ 11 ]    |
| Expressen            | [ 12 ]    |
| Gaffa                | [ 13 ]    |
| Göteborgs-Posten     | [ 14 ]    |
| Hallandsposten       | [ 15 ]    |
| Helsingborgs Dagblad | [ 16 ]    |

Az album általában pozitív kritikákat kapott. Az Aftonbladet a lemezt rendkívül erőteljesnek nevezte, és dicsérte a dalszövegeket, mely a lemez szinte levegővétel nélküli végighallgatását eredményezi. Ez teszi a dalokat olyan különlegessé. Marie Fredriksson visszatérése minden esetben nagy diadal. Az albumon található "Mother" című dalt emelték ki a kritikusok, mely majdnem annyira "meztelen érzelemmel teli", mint az azonos címet viselő Lennon dal. A Göteborgs-Posten nyilatkozata szerint, szinte minden dalszövegírót többé-kevésbé saját élete inspirál, amikor dalt írnak. A jól bevált igazság, hogy az emberi kreativitás csúcspontja az, amikor valaki válságos állapotban van. Fredriksson és Bolyos által írt szövegeknek nem csak üzenete van, hanem szeretet is van benne, mely mindent meghódít. A Helsingborgs Dagblad elismerte a dalszövegeket, bár azt nyilatkozta, hogy az angol nyelv mint szűrő jól működik, azonban megakadályozza a dalokat, hogy túl érzelmivé váljanak, szintén kiemelve a "Mother" című dalt, melyet szintén dicsértek Marie énekével.
A Hallandsposten dicsérte a lemezen lévő nehezebb dalokat is, ezek közül összehasonlította a The Beatles "(April Snow)", Marvin Gaye "(Love 2 Live)" és Lenny Kravitz "(Bad Moon)" című dalaival, melyek mindegyike hallgatással növekszik, és érdekes utat mutat előre. Izgalmas lesz látni, hogy mit tesz Marie a közeljövőben. Håkan Pettersson ( Nerikes Allehanda)  szintén gratuláltak a rockos dalokhoz, és azt állították, hogy "sokkal erősebbek, mint amilyennek hittem..." A riffek és az általános intenzitás sokkal nagyobb hangsúlyt kap, gyakran a dallam, és a harmónia rovására, ezért ez a változás nem feltétlenül pozitív kereskedelmi termék. Időnként sokkal inkább hasonlít egy "csalánkiütéshez" mint bármelyik Marie korábbi svéd nyelvű anyagához. Az Expressen ezzel szemben negatív volt, mondván, hogy mindazok után, ami Marie-val történt, ez a CD természetesen izgalmas, és pozitív zenei élmény, és kérdés az, hogy hogy hangzik Marie, nem az, hogy hogy van. A válasz sajnos nem túl jó, mert ez a nyolc év utáni első stúdióalbuma nem felel meg az elvárásoknak. A nehezebb produkciók elveszítették a svéd műben található könnyű, dallamos, és egyedi pop érzetet. Hasonlóképpen vélekedett a dán Gaffa magazin is, mely a lemezt Marie legfontosabb albumának nevezte, és minden bizonnyal közel áll ahhoz, hogy a legjobb legyen.

## Számlista
Az összes szám szerzője Minden dalt Marie Fredriksson írt, amelyet nem, azt külön jelezzük.. 
| 1.    | The Change                   | 4:08 |
| 2.    | 2:nd Chance                  | 3:24 |
| 3.    | All You've Gotta Do Is Feel  | 4:05 |
| 4.    | April Snow                   | 4:36 |
| 5.    | Love 2 Live                  | 2:55 |
| 6.    | Mother                       | 5:11 |
| 7.    | Many Times                   | 3:56 |
| 8.    | All About You                | 3:32 |
| 9.    | The Good Life (La belle vie) | 3:59 |
| 10.   | Bad Moon                     | 4:56 |
| 11.   | A Table in the Sun           | 4:08 |
| 12.   | The Change – Orchestra       | 4:39 |
| 49:30 |                              |      |

## Slágerlista
| Slágerlista (2004)                           | Legjobb helyezések |
| -------------------------------------------- | ------------------ |
| Svédország (Sverigetopplistan Top 60 Albums) | 1                  |

| Slágerlista (2004)                            | Helyezés |
| --------------------------------------------- | -------- |
| Svédország Swedish Albums (Sverigetopplistan) | 18       |

## Minősítések
| Ország           | Minősítés | Eladások |
| ---------------- | --------- | -------- |
| Svédország (GLF) | arany     | 30.000   |

## Kiadási előzmények
| Régió        | Dátum              | Formátum                           | Label                                  | Katalógus #       | Ref.   |
| ------------ | ------------------ | ---------------------------------- | -------------------------------------- | ----------------- | ------ |
| Svédország   | 2004. október 20.  | CD Digitális letöltés              | Mary Jane/Amelia Music Capitol Records | 7243 863180–2 2   | [ 21 ] |
| Svédország   | 2004. október 27.  | CD digipack másolásvédelemmel DL   | Mary Jane/Amelia Music Capitol Records | 7243 863675–2 5   | [ 21 ] |
| Európa       | 2004. október 27.  | CD digipack másolásvédelemmel DL   | Mary Jane/Amelia Music Capitol Records | 7243 863181–2 1   | [ 21 ] |
| Észak-Afrika | 2004. november 19. | CD DL                              | Mary Jane/Amelia Music Capitol Records | CDEMCJ (WFL) 6183 | [ 21 ] |
| Brazília     | 2004. december 20. | CD digipack (másolásvédelemmel) DL | Mary Jane/Amelia Music Capitol Records | 7243 863181–2 1   | [ 21 ] |
| Tajvan       | 2004. december 23. | CD digipack (másolásvédelemmel) DL | Mary Jane/Amelia Music Capitol Records | 7243 863181–2 1   | [ 21 ] |
| Japán        | 2005. január 13.   | CD digipack (másolásvédelemmel) DL | Mary Jane/Amelia Music Toshiba EMI     | TOCP–66352        | [ 22 ] |